# Applejack

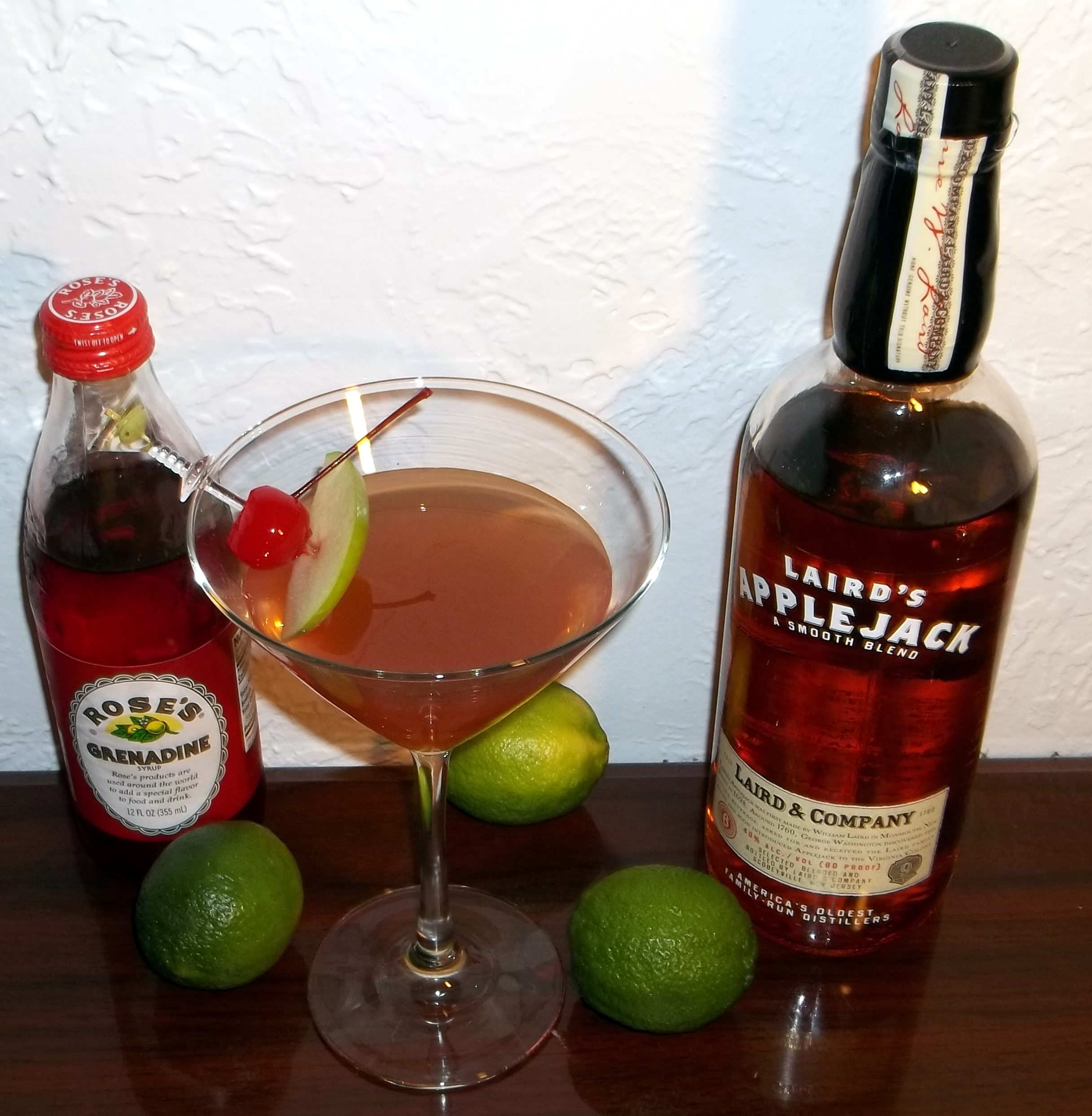
Applejack und ein Jack-Rose-Cocktail

Applejack (auch Apple Brandy genannt) ist eine Spirituose aus Äpfeln, heute stets als Obstbrand hergestellt. Der Drink war vor allem in den britischen Kolonien in Nordamerika populär, da er sich aus einem weit verbreiteten Rohstoff relativ einfach herstellen und sich besser lagern und transportieren ließ als beispielsweise Cider oder Apfelsaft. Populär war Applejack insbesondere in den Staaten des Nordostens und des nördlichen Mittleren Westens.

## Geschichte
In einigen Fällen wurde Applejack aus Cider gebrannt, weiter verbreitet war aber die sogenannte Freeze Distillation oder Jacking – Cider wurde im Winter außerhalb des Hauses gelagert und regelmäßig das gefrorene Wasser abgesammelt, so dass sich der Alkoholgehalt in der Flüssigkeit den ganzen Winter über erhöhte, bis im nächsten Frühjahr eine Spirituose daraus wurde. Heutzutage wird in den USA fast kein Applejack nach diesem Verfahren mehr hergestellt, die wenigen aktiven Hersteller brennen Applejack wie andere Spirituosen auch.
Der erste Ort, an dem Applejack in großen Mengen hergestellt wurde, war New Jersey. Aufgrund seines oft hohen Alkoholgehalts und seiner unberechenbaren Folgen erhielt Applejack den Spitznamen Jersey Lightning. Andere Spitznamen waren Cider-Öl und Getränk der Kiefersperre.
Um 1830 gab es 430 Applejack-Destillerien in New Jersey. Aufgrund der Konzentration und der Entwicklung hin zu größeren Betrieben waren es 1890 noch 60 Destillerien im südlichen Teil des Staates New York und aus dem Jahr 1892 sind 70 Destillerien in New Jersey überliefert. Im Vergleich zum Calvados ist der Geschmack des Applejacks weniger subtil und schärfer.
Die Heimherstellung des Applejacks war wenig zuverlässig und die Ergebnisse dieses Prozesses hatten stark abweichende Qualität. Applejack erwarb deshalb schon früh den Ruf, schlecht zu schmecken, die Gesundheit zu gefährden und zu starken Räuschen zu führen. Nachdem sich auch in den Kolonien Brennblasen und professionellere Methoden der Spirituosenherstellung verbreitet hatten, verlor Applejack relativ schnell an Bedeutung. Insbesondere die einsetzende Abstinenzbewegung und die Prohibition in den Vereinigten Staaten führten zu einem starken Rückgang des Gewerbes. Anfang des 20. Jahrhunderts wurden auf Betreiben der Abstinenzbewegung tausende von Apfelbäumen zerstört, woraufhin die Apfelzüchter sich auf die Produktion von Tafeläpfeln konzentrierten. Applejack verschwand nach der Prohibition fast vollkommen von der amerikanischen Getränkekarte.
Der älteste Spirituosenhersteller der USA, Laird & Company, aus dem Monmouth County in New Jersey führt ihre kontinuierliche – bis auf die Zeit der Prohibition – kommerzielle Produktion auf das Jahr 1780 zurück, bereits seit 1698 gibt es aber Aufzeichnungen, die zeigen, dass in der Familie Laird Applejack produziert wurde. Unter anderem versorgte Robert Laird 1760 die Truppen von George Washington mit dem Getränk. Bis in die 1970er hinein war der Applejack von Lairds reiner destillierter Apfelsaft. Im Jahr 2011 produzierten sie etwa 95 Prozent des in den USA hergestellten Applejacks. Ihr Standard-Rezept besteht aus 35 Prozent Apfelbrand und 65 Prozent Neutralalkohol mit 40 % Alkohol. Der Applejack wird zwei Jahre gelagert, bevor er in den Handel gebracht wird. Dabei produziert Lairds auch weitere Applejacks, die weiterhin nur aus gebrannten Äpfeln bestehen. Die Äpfel, aus denen der Applejack gemacht wird, sind vor allem von der Sorte Winesap, da diese bei der Fermentation einen besonders hohen Alkoholgehalt erzeugen. Der populärste Cocktail, der mit Applejack hergestellt wird, ist der Jack Rose.